# Campeonato Asiático de Atletismo de 2023 - 5000 m feminino
A prova dos 5000 metros feminino do Campeonato Asiático de Atletismo de 2023 foi disputada no dia 16 de julho de 2023, no Estádio Nacional, em Banguecoque, na Tailândia.

## Recordes
Antes desta competição, os recordes mundiais e do campeonato nesta prova eram os seguintes:
|                       | Nome             | Nacionalidade          | Tempo      | Local  | Data                  |
| --------------------- | ---------------- | ---------------------- | ---------- | ------ | --------------------- |
| Recorde mundial       | Faith Kipyegon   | Quênia                 | 14m 05s 20 | Paris  | 9 de junho de 2023    |
| Recorde do campeonato | Betlhem Desalegn | Emirados Árabes Unidos | 15m 12s 84 | Pune   | 7 de julho de 2013    |
| Recorde asiático      | Bo Jian          | China                  | 14m 28s 09 | Xangai | 23 de outubro de 1997 |

## Medalhistas
| Ouro                | Prata                 | Bronze               |
| Yuma Yamamoto (JPN) | Parul Chaudhary (IND) | Ankita Dhiyani (IND) |

## Cronograma
Todos os horários são locais (UTC+7)
| Data        | Hora  | Evento |
| ----------- | ----- | ------ |
| 16 de julho | 15:35 | Final  |

## Resultado final
A final ocorreu no dia 16 de julho às 15:35.
| Posição           | Atleta                  | Nacionalidade | Tempo    | Notas           |
| ----------------- | ----------------------- | ------------- | -------- | --------------- |
| Medalha de ouro   | Yuma Yamamoto           | Japão         | 15:51.16 |                 |
| Medalha de prata  | Parul Chaudhary         | Índia         | 15:52.35 |                 |
| Medalha de bronze | Ankita Dhiyani          | Índia         | 16:03.33 |                 |
| 4                 | Caroline Kipkirui       | Cazaquistão   | 16:10.20 |                 |
| 5                 | Bayartsogtyn Mönkhzayaa | Mongólia      | 16:12.73 |                 |
| 6                 | Ma Xiuzhen              | China         | 16:35.72 |                 |
| 7                 | Phạm Thị Hồng Lệ        | Vietname      | 17:00.10 |                 |
| 8                 | Layla Al-Masry          | Palestina     | 17:07.18 |                 |
| 9                 | Rajpara Pachhai         | Nepal         | 17:58.54 |                 |
| 10                | Linda Janthachit        | Tailândia     | 18:12.43 | Recorde pessoal |
| 11                | Vut Tsz Ying            | Hong Kong     | 18:13.90 | Recorde pessoal |
| 12                | Pareeya Sonsem          | Tailândia     | 18:25.15 | Recorde pessoal |

Legenda
| Recorde mundial       | Recorde mundial (World record)               |                       | Recorde africano                      | Recorde africano (African) |                                           | Q | Classificado por posição (Qualified) |
| Recorde do campeonato | Recorde do campeonato (Championship record)  | Recorde da América    | Recorde da América (Americas)         | q                          | Classificado por melhor tempo (Qualified) |   |                                      |
| Melhor marca do ano   | Melhor marca do ano (World leading)          | Recorde asiático      | Recorde asiático (Asian)              | DNS                        | Não largou (Did not start)                |   |                                      |
| Recorde nacional      | Recorde nacional (National record)           | Recorde europeu       | Recorde europeu (European)            | DNF                        | Não terminou (Did not finish)             |   |                                      |
| Recorde pessoal       | Recorde pessoal do atleta (Personal best)    | Recorde da Oceania    | Recorde da Oceania (Oceania)          | DSQ / DQ                   | Desclassificado (Disqualified)            |   |                                      |
| Recorde da temporada  | Recorde da temporada do atleta (Season best) | Recorde sul-americano | Recorde sul-americano (South America) | NM                         | Sem marca (No mark)                       |   |                                      |